# Richard Kuykendoll
Richard Kuykendoll (8 de noviembre de 1999) es un deportista estadounidense que compite en atletismo, especialista en las carreras de velocidad. En los Juegos Panamericanos de 2023 obtuvo una medalla de bronce en la prueba de 4 × 400 m mixto.

## Palmarés internacional
| Juegos Panamericanos | Juegos Panamericanos | Juegos Panamericanos | Juegos Panamericanos |
| Año                  | Lugar                | Medalla              | Prueba               |
| -------------------- | -------------------- | -------------------- | -------------------- |
| 2023                 | Santiago (Chile)     | Medalla de bronce    | 4 × 400 m mixto      |